# 1932 au Québec
Cet article traite des événements survenus en 1932 au Québec. 

## Événements

### Janvier
- 11 janvier : la première session de la 18e législature reprend après l'ajournement des Fêtes[1].
- 21 janvier : un nouveau vote sur le suffrage féminin a lieu à l'Assemblée législative. Il est encore une fois négatif[2].

### Février
- 9 février : le Comité judiciaire du Conseil privé confirme la décision de la Cour suprême du Canada sur la juridiction du gouvernement fédéral dans la radiophonie[2].
- 10 février : la loi sur le retour à la terre est présentée à l'Assemblée législative. Elle doit permettre de subventionner les chômeurs pères de famille désirant s'établir sur des terres agricoles[3].
- 15 février : le maire Henri-Edgar Lavigueur est réélu à Québec[4].
- 19 février : 
  - l'Assemblée législative adopte la loi sur la commission de surveillance et de contrôle des affaires municipales. Les budgets des municipalités sont dans le rouge depuis le début de la Crise en 1929 et le gouvernement Taschereau a voulu se doter de pouvoirs pour mieux vérifier leurs finances[5].
  - la session est prorogée[6].
- 24 février : les quatre unions régionales des Caisses populaires Desjardins fusionnent pour former la Fédération des unions régionales des Caisses populaires Desjardins[7].

### Mars
- 4 mars : la ville de Montréal accorde une subvention de 100 000 $ pour créer le Jardin botanique de Montréal[8].

### Avril
- 4 avril : Fernand Rinfret est élu maire de Montréal par une majorité de 12 800 voix sur son adversaire Camillien Houde[9].

### Mai
- 16 mai : le village de Val-Alain est rasé par un incendie[10].

### Juin
- 17 juin : l'incendie du pétrolier Cymberline dans le port de Montréal se communique aux réservoirs d'huile du bassin de radoub de la Canadian Vickers et cause plusieurs explosions. Il s'agit du plus grand désastre maritime du port de Montréal. Il y a près de 30 morts dont Raoul Gauthier, chef du Service des incendies de Montréal, et trois autres pompiers[11].
- 30 juin : Ottawa et Québec signent une entente sur une politique de retour à la terre. Elle permet l'installation de 1 000 familles sur des terres agricoles[12].

### Juillet
- 13 juillet : le premier ministre Taschereau annonce que 600 000 $ seront dépensés en deux ans pour le retour à la terre. Les destinations privilégiées sont l'Abitibi, le Témiscamingue et la vallée de la Matapédia[13].
- 21 juillet au 20 août : une conférence économique impériale réunissant les  pays du Commonwealth britannique a lieu à Ottawa. Elle est la première du genre à se tenir hors du territoire du Royaume-Uni[14].

### Août
- 3 août : le directeur du Devoir, Henri Bourassa, prend officiellement sa retraite. Georges Pelletier lui succède comme directeur-gérant du journal et Omer Héroux comme rédacteur en chef[15].

### Septembre
- 15 septembre : La Patrie devient un journal du Parti conservateur[2].
- 20 septembre : Camillien Houde démissionne de son poste de chef du Parti conservateur du Québec. En attendant la prochaine convention, Maurice Duplessis le remplace à titre intérimaire[16].
- 21 septembre : quatre-vingt-quatre colons s'établissent en Abitibi, dont une cinquantaine au sud de Rouyn, à la suite de la politique de retour à la terre préconisée par Québec et Ottawa. Le plan conjoint octroie 600 $ à chaque chômeur père de famille qui accepte de s'établir sur une terre[17].
- 25 septembre - Le Palais Montcalm est inauguré à Québec[18].

### Octobre
- 11 octobre : Le Devoir annonce que 23 moulins à scie ont dû fermer au cours des dernières semaines en Gaspésie. La région est alors en plein marasme économique[19].
- 26 octobre : le député de Brome, Ralph Frederick Stockwell, devient le nouveau trésorier de la province[1].

### Novembre
- 4 novembre : un incendie au pénitencier Saint-Vincent-de-Paul, allumé par des prisonniers lors d'une émeute, fait pour près de 500 000 $ de dégâts[20].

### Décembre
- 24 décembre : le ministre Joseph-Napoléon Francoeur annonce une aide de 1 million de dollars afin de financer des travaux pour les chômeurs à Montréal. L'aide est conditionnelle car le gouvernement fédéral et la ville de Montréal doivent également participer à la subvention[21].

## Naissances
- Fernand Paradis (éducateur, administrateur scolaire et philanthrope) († 12 septembre 2022)
- Hélène Pelletier-Baillargeon (femme de lettres, journaliste, essayiste et biographe)
- Rodrigue Guité (militant indépendantiste et architecte)) († 4 octobre 2022)
- Roland Lachance (photographe artistique) († 1er juin 2024)
- Sheila Golden Kussner (philanthrope) († 6 août 2024)
- 15 janvier - Georges Maranda (joueur de baseball) († 14 juillet 2000)
- 25 janvier - Claude Béland (homme d'affaires) († 24 novembre 2019)
- 26 janvier - Benoît Girard (acteur) († 25 mars 2017)
- 2 février - Hubert Loiselle (acteur) († 16 novembre 2004)
- 12 février - Maurice Filion (Entraineur et homme de hockey) († 28 juillet 2017)
- 18 février - Julien Bigras (écrivain, psychiatre et psychanalyste) († 13 juin 1989)
- 2 mars - Élie Fallu (homme politique)
- 8 mars - Monique Gaube (Monique Bourgeois) (chanteuse) († 18 décembre 2002)
- 23 mars - Don Marshall (joueur de hockey)  († 8 octobre 2024)
- 6 avril - Marcel Parent (homme politique)  († 22 août 2024)
- 15 avril - Jacques Beaulieu (physicien) († 19 août 2014)
- 4 mai - Jacques Lacoursière (historien) († 1er juin 2021)
- 19 mai - Claude Blanchard (acteur) († 20 août 2006)
- 27 mai - Jim Bartlett (joueur de hockey) († 27 août 2021)
- 1er juin - Ghislain Bouchard (organisateur de spectacles) († 28 septembre 2009)
- 8 juin - Victor Désy (acteur) († 5 août 2017)
- 9 juin - Lévis Bouliane (chanteur western et country) († 28 juin 1992)
- 30 juin - 
  - Henri St-Georges (annonceur) († 7 janvier 2023)
  - Alan Glass (artiste multidisciplinaire) († 16 janvier 2023)
- 11 juillet - Jean-Guy Talbot (joueur de hockey) († 22 février 2024)
- 13 juillet - Hubert Reeves (astrophysicien) († 13 octobre 2023)
- 9 août - John Gomery (juge) († 18 mai 2021)
- 11 septembre - Raymond Lebrun  (journaliste sportif) († 30 septembre 2017)
- 19 septembre - Bertrand Blanchet (prêtre)
- 24 septembre - Dominique Michel (actrice, chanteuse et humoriste)
- 27 septembre - Gabriel Loubier (homme politique)
- 16 octobre - Claude Léveillée (chanteur et acteur) († 9 juin 2011)
- 21 octobre - Maurice Godin (homme politique) († 14 juin 2024)
- 30 octobre - Andrée Simard (épouse de Robert Bourassa) († 28 novembre 2022)
- 10 novembre - Paul Bley (pianiste de jazz)(† 3 janvier 2016)
- 10 décembre - Michel Cartier  (professeur et intellectuel) († 26 septembre 2023)
- 13 décembre - Ronald Corey (homme d'affaires)
- 27 décembre - Normand Girard (journaliste) († 4 août 2015)

## Décès
- 16 janvier - Clément Robitaille (homme politique) (º 30 juin 1873)
- 6 mars - Joseph-Hormisdas Legris (homme politique) (º 6 mai 1850)
- 12 mars - Arthur Godbout (avocat, juge et homme politique) (º 13 décembre 1872)
- 19 mars - Louis Payette (ancien maire de Montréal) (º 25 décembre 1854)
- 24 avril - Louis-Joseph Papineau (avocat et homme politique) (º 3 janvier 1861)
- 6 mai - Roméo Beaudry (musicien) (º 25 février 1882)
- 22 juillet - Reginald Fessenden (inventeur) (º 6 octobre 1866)
- 10 novembre - James John Guerin (ancien maire de Montréal) (º 4 juillet 1856)
- 16 novembre - Adélard Riverin (médecin et homme politique) (º 16 mars 1868)
- 18 novembre - Narcisse Pérodeau (ancien lieutenant-gouverneur du Québec) (º 26 mars 1851)
- 25 novembre - Honoré Vaillancourt (chanteur)(º 25 novembre 1893)